# Meneclides
Meneclides (en llatí Menecleidas, en grec antic Μενεκλείδας) fou un orador tebà, un dels que es va unir a Pelòpides per expulsar els espartans de Tebes i del govern oligàrquic l'any 379 aC.
Després d'això, al sentir-se eclipsat per Pelòpides i Epaminondes, va intentar desacreditar-los i els va encausar per haver retingut el comandament més enllà del termini legal a la campanya del 369 aC. Els dos acusat van ser absolts, i Meneclides, encara més exasperat, va continuar la seva lluita contra ambdós i amb la seva oratòria va aconseguir excloure Epaminondes del càrrec de beotarca, però no va poder fer res contra Pelòpides. Va intentar minorar els mèrits de Pelòpides i elevar els de Caró (Charon), que havia aconseguit un petit triomf amb la cavalleria, poc abans de la batalla de Leuctra (el 371 aC) va presentar un decret per a realitzar una pintura commemorativa de la batalla i situar-la en un temple, amb el nom de Caró.
Degut a això Pelòpides el va acusar amb l'argument que les victòries no eren d'un sol home sinó de l'estat. Va ser considerat culpable el van condemnar a una multa que no va poder pagar i això el va fer entrar en propòsits revolucionaris contra el seu país, segons diu Plutarc.